# Anousheh Ansari
Anousheh Ansari (Mashad, 12 de setembre de 1966) és una enginyera, astronauta i empresària amb nacionalitat de l'Iran i dels Estats Units d'Amèrica, pionera en els viatges espacials. Ha estat co-fundadora i presidenta de Prodea Systems i abans co-fundadora i executiva en cap de Telecom Technologies. Ha participat en vols espacials del programa espacial rus.
El 18 de setembre de 2006, uns dies després del seu 40è aniversari, va esdevenir la primera iraniana a fer turisme espacial. Fou la quarta viatgera de turisme espacial (i primera dona) a volar a l'Estació Espacial Internacional.
Les seves memòries, El meu somni de les estrelles, escrites amb Homer Hickam, van ser publicades per Palgrave Macmillan el 2010. Ella i la seva família havia patrocinat el 2004 el Premi Ansari.